# Marialzira Perestrello
Maria Alzira Perestrello da Câmara, mais conhecida como Marialzira Perestrello (Rio de Janeiro, 5 de março de 1916 – Rio de Janeiro, 27 de janeiro de 2015) foi uma médica, poetisa e romancista brasileira.

## Biografia
Diplomou-se em Medicina em 1939 pela Faculdade Nacional de Medicina da Universidade do Brasil. Especializou-se em Psicanálise.
Era filha do jurista Pontes de Miranda.

## Atuação profissional
- Centro de Estudos Juliano Moreira;
- Associación Psicoanalítica Argentina (Membro aderente);
- Clínica de Orientação da Infância do Instituto de Psiquiatria da Universidade do Brasil [nota 1];
- Sociedade Brasileira de Psicanálise [nota 2]
- Revista Psychoanalysis and History (Editor associado para o Brasil).

## Atuação literária
- Academia Brasileira de Médicos Escritores - Abrames - ocupou a cadeira 37.[4]
- PEN Clube do Brasil

## Livros publicados
- Há um quadrado de céu que não viram (1972)
- Encontros: Psicanálise &… (1972 e 1992)
- Nosso canto a nosso jeito (1975)
- Ruas caladas (1978)
- História da Sociedade Brasileira de Psicanálise do Rio de Janeiro (1987)
- Mãos dadas (1989)
- A música persiste… (1995)
- A formação cultural de Freud (1996)
- Cartas a um jovem psicanalista (1998)
- Tudo é presente (2001)
- Caminhos da vida (2000 e 2003)
- Pedaços da vida (2005)
- Futuro esquecido (2005)
- A barca branca (2007).

## Prêmios e homenagens
- Personalidade Cultural, pela União Brasileira de Escritores;
- Indicada pelo Conselho Nacional de Mulheres do Brasil como uma das dez mulheres de 2004;
- Estudada em tese pela Pontifícia Universidade Católica, sob o título: Marialzira Perestrello: Um pouco da vida e da obra de uma pioneira da Psicanálise no Rio de Janeiro;
- Recebeu placa de homenagem da Associação Brasileira de Psicanálise;
- Placa ofertada pelo Pen Club como exemplo dedicado à cultura.

## Referência bibliográfica
BEGLIOMINI, HELIO. Imortais da Abrames. São Paulo:Expressão e Arte Editora, 2010.